# کابا چان
کابا چان (انگلیسی: Kaba-chan؛ زادهٔ ۱۹ ژوئن ۱۹۶۹) طراح رقص، شخصیت‌های تلویزیونی در ژاپن، و رقصنده اهل ژاپن است.